# Альткірш (округ)
Округ Альткірш (фр. Arrondissement d'Altkirch) — округ у Франції, в департаменті Верхній Рейн. 2023 року округ об'єднував 108 муніципалітетів, населення становило 70 033 особи.
Адміністративний центр (супрефектура) — Альткірш.

## Склад
Округ включає в себе 4 кантони:
| Кантон   | Площа, км² | Населення, осіб | Рік  | Адміністративний центр | Кількість муніципалітетів |
| -------- | ---------- | --------------- | ---- | ---------------------- | ------------------------- |
| Альткірш | 156,15     | 23963           | 2010 | Альткірш               | 27                        |
| Даннмарі | 132,25     | 13223           | 2010 | Даннмарі               | 30                        |
| Ірсенг   | 154,32     | 15605           | 2010 | Ірсенг                 | 24                        |
| Ферретт  | 212,73     | 14103           | 2010 | Ферретт                | 30                        |

## Населені пункти
Найбільші населені пункти округу з населенням понад 5 тисяч осіб:
| Муніципалітет | Населення, осіб | Рік  | Кантон   |
| ------------- | --------------- | ---- | -------- |
| Альткірш      | 5575            | 2006 | Альткірш |

## Муніципалітети
Список муніципалітетів округу та їхні коди INSEE:
1. Агенбак (68119)
2. Альтенак (68002)
3. Альткірш (68004)
4. Аспак (68010)
5. Баллерсдорф (68017)
6. Бальшвіллер (68018)
7. Бельманьї (68024)
8. Бендорф (68025)
9. Беренцвіллер (68027)
10. Бернвіллер (68006)
11. Беттендорф (68033)
12. Беттлак (68034)
13. Бідерталь (68035)
14. Бізель (68039)
15. Бреттен (68052)
16. Брешомон (68050)
17. Буксвіллер (68049)
18. Бютвіллер (68057)
19. Валайм (68356)
20. Вальдігофен (68355)
21. Вальдьє-Лютран (68192)
22. Венкель (68373)
23. Веренцуз (68363)
24. В'є-Ферретт (68347)
25. Віллер (68371)
26. Віттерсдорф (68377)
27. Вольферсдорф (68378)
28. Вольшвіллер (68380)
29. Гевенаттен (68114)
30. Гільдвіллер (68105)
31. Гоммерсдорф (68107)
32. Даннмарі (68068)
33. Діфматтен (68071)
34. Дюрленсдорф (68074)
35. Дюрменак (68075)
36. Евіллер (68131)
37. Еглінген (68077)
38. Едвіллер (68127)
39. Екен (68125)
40. Ельбак (68079)
41. Емерсдорф (68128)
42. Емлінген (68080)
43. Ендлінген (68137)
44. Етемб (68085)
45. Жеттінген (68158)
46. Ійталь (68240)
47. Ільфюрт (68152)
48. Ірсенг (68138)
49. Ірцбак (68139)
50. Карспак (68062)
51. Кестлак (68169)
52. Кіффі (68165)
53. Куртавон (68067)
54. Ларжицен (68176)
55. Левонкур (68181)
56. Ленсдорф (68187)
57. Лібсдорф (68184)
58. Лігсдорф (68186)
59. Люмшвіллер (68191)
60. Люсель (68190)
61. Люттер (68194)
62. Манспак (68200)
63. Маньї (68196)
64. Мернак (68212)
65. Мерцен (68202)
66. Монтре-В'є (68215)
67. Монтре-Жен (68214)
68. Моосларг (68216)
69. Мюспак (68221)
70. Мюспак-ле-О (68222)
71. Оберларг (68243)
72. Оберморшвіллер (68245)
73. Окстат (68141)
74. Ольтенг (68248)
75. Осгоен (68124)
76. Пфеттеруз (68257)
77. Редерсдорф (68259)
78. Рецвіллер (68268)
79. Риспак (68273)
80. Романьї (68282)
81. Роппенцвіллер (68284)
82. Рюдербак (68288)
83. Сен-Бернар (68081)
84. Сен-Косм (68293)
85. Сент-Юльриш (68299)
86. Сеппуа-ле-Ба (68305)
87. Сеппуа-ле-О (68306)
88. Сондерсдорф (68312)
89. Спекбак (68320)
90. Стенсульц (68325)
91. Стерненберг (68326)
92. Стрюет (68330)
93. Тагольсайм (68332)
94. Тагсдорф (68333)
95. Тробак-ле-Ба (68336)
96. Тробак-ле-О (68337)
97. Ундсбак (68148)
98. Фальквіллер (68086)
99. Фельдбак (68087)
100. Ферретт (68090)
101. Фіслі (68092)
102. Франкен (68096)
103. Френінген (68099)
104. Фризен (68098)
105. Фюллерен (68100)
106. Шаванн-сюр-л'Етан (68065)
107. Швобен (68303)
108. Юберстрасс (68340)